# Iris River
Der Iris River ist ein Fluss im Nordwesten des australischen Bundesstaates Tasmanien.

## Geografie

### Flusslauf
Der fast zwanzig Kilometer lange Iris River entspringt in den Middlesex Plains, etwa fünf Kilometer nördlich des Cradle-Mountain-Lake-St.-Clair-Nationalparks. Von dort fließt er nach Nordosten und bildet im Lake Gairdner zusammen mit dem River Lea den Wilmot River.

### Durchflossene Stauseen
Er durchfließt folgende Seen/Stauseen:
- Lake Gairdner – 470 m